# Kasein

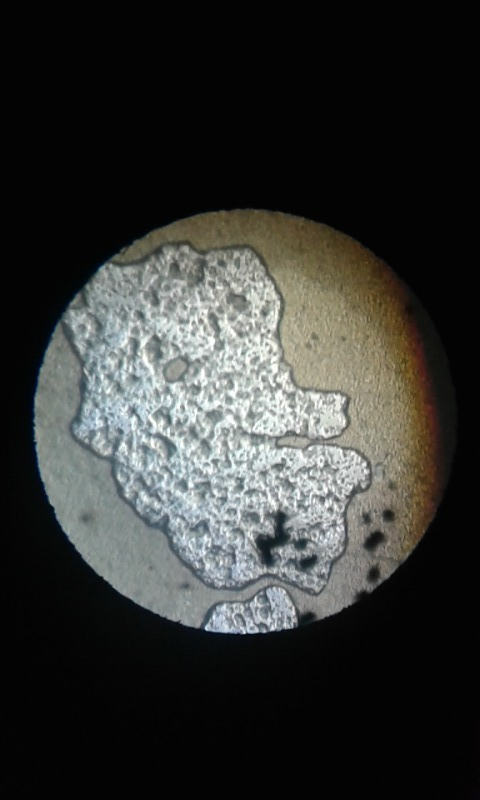
srazený kasein pod mikroskopem

Kasein, psáno také kazeín, je hlavní protein v savčím mléce. V kravském mléce obvykle tvoří asi 80 % všech mléčných bílkovin. Řada mléčných výrobků je založena na srážení kaseinu. Srážení kaseinu lze rozdělit na dvě základní skupiny.

## Chemické vlastnosti kaseinu
Kasein obsahuje relativně vysoký podíl prolinu a hydrofobních aminokyselin a jeho struktura není stabilizována disulfidickými můstky. Díky tomu nemá zřejmě pevně danou sekundární a terciární strukturu.

### Typy kaseinu
Kasein není tvořen pouze jedním typem molekul, ale existuje řada různých variant, které se od sebe liší chemickou strukturou a vlastnostmi.
- {\displaystyle \alpha _{s1}} kasein
- {\displaystyle \alpha _{s2}} kasein
- {\displaystyle \beta _{s1}} kasein
- {\displaystyle \kappa _{s1}} kasein

### Kaseinové micely
Kasein se v mléce shlukuje do micel. Na povrchu micel jsou vázány ionty a hydrofilní sérové bílkoviny, které chrání vnitřní hydrofobní obsah. Molekuly kaseinu obsahují jak hydrofilní, tak hydrofobní části. Hydrofobní části jsou orientovány směrem do středu micel, zatímco hydrofilní části (tvořené {\displaystyle \kappa _{s1}}kaseinem) se nacházejí na vnějších částech micel.
Mléko je v podstatě suspenzí micel kaseinu. Micely jsou navíc ještě stabilizovány vápníkem.
Kromě potravinářských účelů se kasein používá rovněž k výrobě různých lepidel, ochranných povrchů a plastů (knoflíky).
Izoelektrický bod kaseinu je 4,6. Čistý kasein je nerozpustný ve vodě a slabých neutrálních pufrech, je však rozpustný ve slabých alkáliích a v roztoku některých solí jako jsou například šťavelan a octan sodný.

### Srážení kaseinu

#### Kyselé srážení
Ke kyselému srážení kaseinu dochází vlivem působení kyselin. V potravinářství se využívá produkce kyselin pomocí bakterií mléčného kvašení, které produkují převážně kyselinu mléčnou. Snižováním hodnoty pH dochází k porušování povrchových struktur kaseinových micel, což způsobuje uvolnění kaseinu a jeho denaturace. Takto uvolněný kasein není již rozpustný a proto tvoří sraženinu. Aby došlo ke sražení mléka pomocí kyselin, je nutné snížit pH pod hodnotu izoelektrického bodu, který je u kaseinu asi 4,6.
Tento typ srážení je vratný a neutralizací mléka dojde k opětovnému rozpuštění sraženého kaseinu.
Kyselé srážení se využívá při výrobě jogurtů, tvarohů, a částečně i sýrů.

#### Sladké srážení
Sladké srážení se využívá pro výrobu sýrů. Název je odvozen od skutečnosti, že při tomto způsobu srážení nedochází ke zvýšení kyselosti mléka. Sladké srážení mléka je uskutečněno pomocí enzymů, tzv. syřidel, které se získávají z žaludků mladých telat (chymozin). Tyto enzymy jsou schopny štěpit {\displaystyle \kappa _{s1}}kasein na specifickém místě, čímž dojde k rozdělení molekuly {\displaystyle \kappa _{s1}}kaseinu na dvě části. První část se nazývá para {\displaystyle \kappa _{s1}}kasein, který je, na rozdíl od {\displaystyle \kappa _{s1}}kaseinu hydrofobní. Druhá část se nazývá kaseinmakropeptid, který je rozpustný ve vodě a přechází do syrovátky.
Vznikem para {\displaystyle \kappa _{s1}}kaseinu pozbývá kaseinová micela svůj hydrofilní povrch a nastává koagulace kaseinu. Vzniká trojrozměrná síť tvořená kaseiny za přítomnosti vápenatých iontů. V další fázi koagulace nastává tzv. synereze, což je stahování sraženiny (sýřeniny) do sebe a dochází k vypuzování vody a ve vodě rozpustných látek(syrovátky). Při synerezi dochází k upevňování vazeb kaseinu, tento proces je pokračováním koagulace a je pro něj samozřejmě rovněž nutná přítomnost iontů vápníku (vápník v rozpustné formě). Synereze je rychlejší při vyšší teplotě, čehož se využívá při výrobě tvrdých sýrů s vysokodohřívanou sýřeninou, které mají vyšší obsah sušiny.
Po sladkém srážení vznikne sýřenina (sraženina) a syrovátka (vyloučená kapalina ze sraženého mléka).
Kasein je velmi termostabilní, což znamená že zvýšením teploty se kasein nesráží. Z tohoto důvodu lze mléko vařit, aniž by došlo k jeho sražení.